# Moishe Postone
Moishe Postone, född 17 april 1942, död 19 mars 2018, var en kanadensisk professor och doktor i filosofi, västerländsk marxist, historiker och politisk ekonom på University of Chicago. Han var också med och ledde Chicago Center for Contemporary Theory. Postone tog sin doktorsgrad vid Johann Wolfgang Goethe-Universität Frankfurt am Main med avhandlingen The Present as Necessity: Toward a Reinterpretation of the Marxian Critique of Labor and Time 1983.
Han är känd bland annat för sin bok Time, Labor, and Social Domination: A Reinterpretation of Marx's Critical Theory. Där föreslog han en långtgående omtolkning av Karl Marx kritik av den politiska ekonomin, med fokus på Marx ursprungliga koncept av värde, kapital och arbete. Inspirerad av heterodoxa marxistiska tänkare som Isaak Rubin, Roman Rosdolsky, men även vissa tänkare inom Frankfurtskolan, exempelvis Alfred Sohn-Rethel som dock var marginellt inblandad i Frankfurtskolan. Postone visade att antagandena gjorda av Horkheimer var historiskt snarare än teoretiskt grundade. Han tolkade Marx ekonomisk-kritiska skrifter, speciellt volym 1 av Kapitalet och Grundrisse som utvecklingen av en socialt-medierande värdeteori.